# Турал Байрамов
Турал Байрамов (азерб. Toral Bayramov, нар. 23 лютого 2001, Баку, Азербайджан) — азербайджанський футболіст, вінгер клубу «Карабах» та національної збірної Азербайджану.

## Клубна кар'єра
Свою ігрову кар'єру Турал Байрамов починав у молодіжній команді «Хазар-Ланкаран» з міста Ленкорань. У 2019 році футболіст приєднався до клубу «Карабах» і у вересні того року відбувся його дебют на професійному рівні.

## Збірна
27 травня 2021 року у товариському матчі проти команди Туреччини Турал Байрамов зіграв свій перший матч у складі національної збірної Азербайджану.

## Досягнення
- Чемпіон Азербайджану (5):

«Карабах»: 2019-20, 2021-22, 2022-23, 2023-24, 2024-25
- Володар Кубка Азербайджану (2):

«Карабах»: 2021-22, 2023-24